# شهرداری کومانوو
شهرداری کومانوو (به لاتین: Kumanovo Municipality) یک منطقهٔ مسکونی در مقدونیه شمالی است که در مقدونیه شمالی واقع شده‌است. شهرداری کومانوو ۵۰۹٫۴۸ کیلومتر مربع مساحت و ۱۰۵٬۴۸۴ نفر جمعیت دارد.